# Byblisia ochracea
Byblisia ochracea är en fjärilsart som beskrevs av Jordan 1907. Byblisia ochracea ingår i släktet Byblisia och familjen Thyrididae. Inga underarter finns listade i Catalogue of Life.